# 1195 Orangia
Orangia (asteróide 1195) é um asteróide da cintura principal, a 1,8046362 UA. Possui uma excentricidade de 0,2006383 e um período orbital de 1 238,96 dias (3,39 anos).
Orangia tem uma velocidade orbital média de 19,82300843 km/s e uma inclinação de 7,19666º.
Esse asteróide foi descoberto em 24 de Maio de 1931 por Cyril Jackson.